# Blatník
Blatník je plechová nebo plastová součást, kryjící kola dopravních prostředků. Chrání vozidlo i jeho uživatele před znečištěním a poškozením, například blátem, pískem, kaménky a nečistotami, které odstřikují rotací jeho kol. Efekt ovšem nastává jen u kol, která se otáčejí dostatečně rychle. U automobilů mohou být blatníky samostatně montované, anebo integrované do tvaru karoserie.

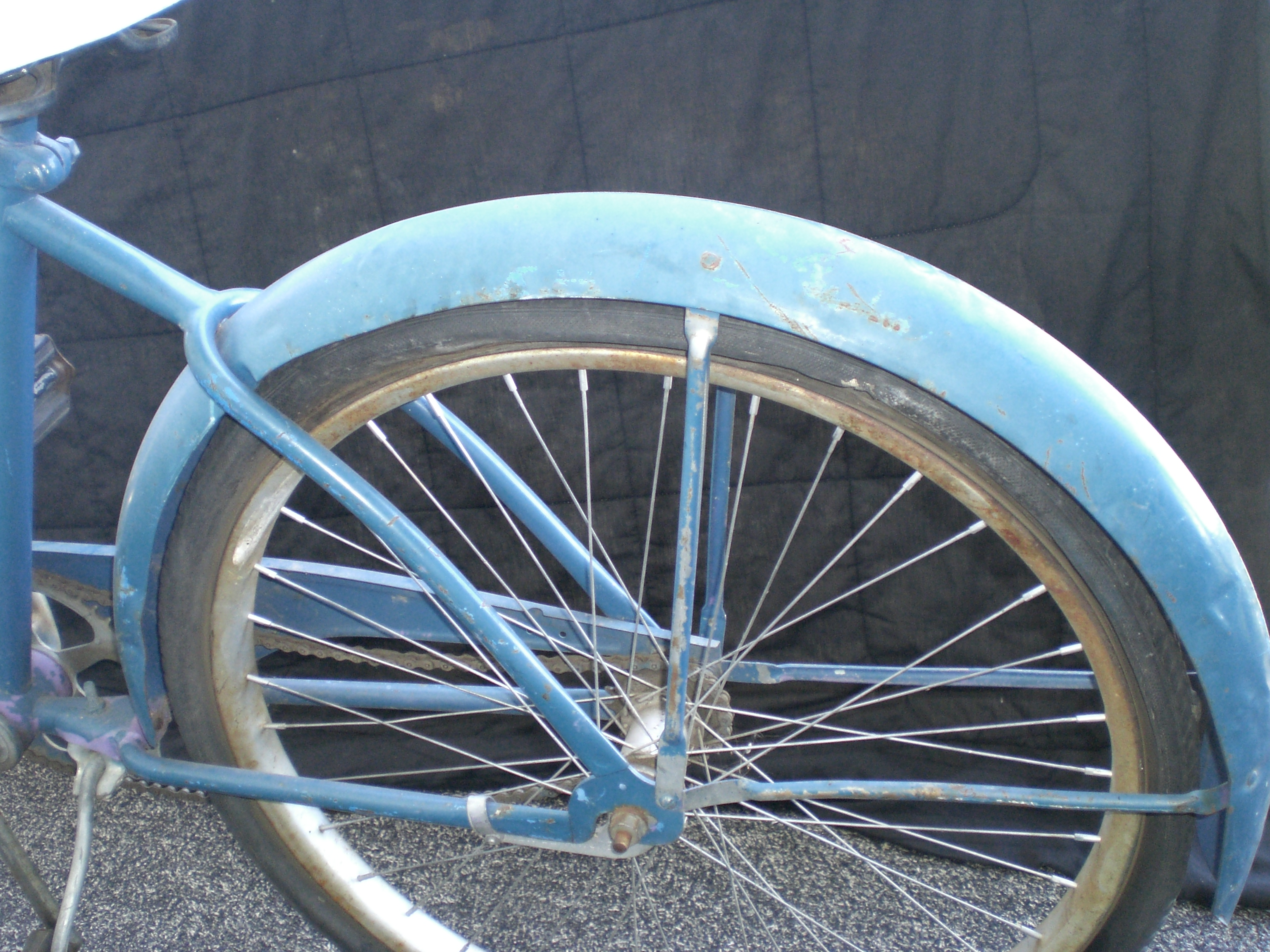
Zadní blatník bicyklu
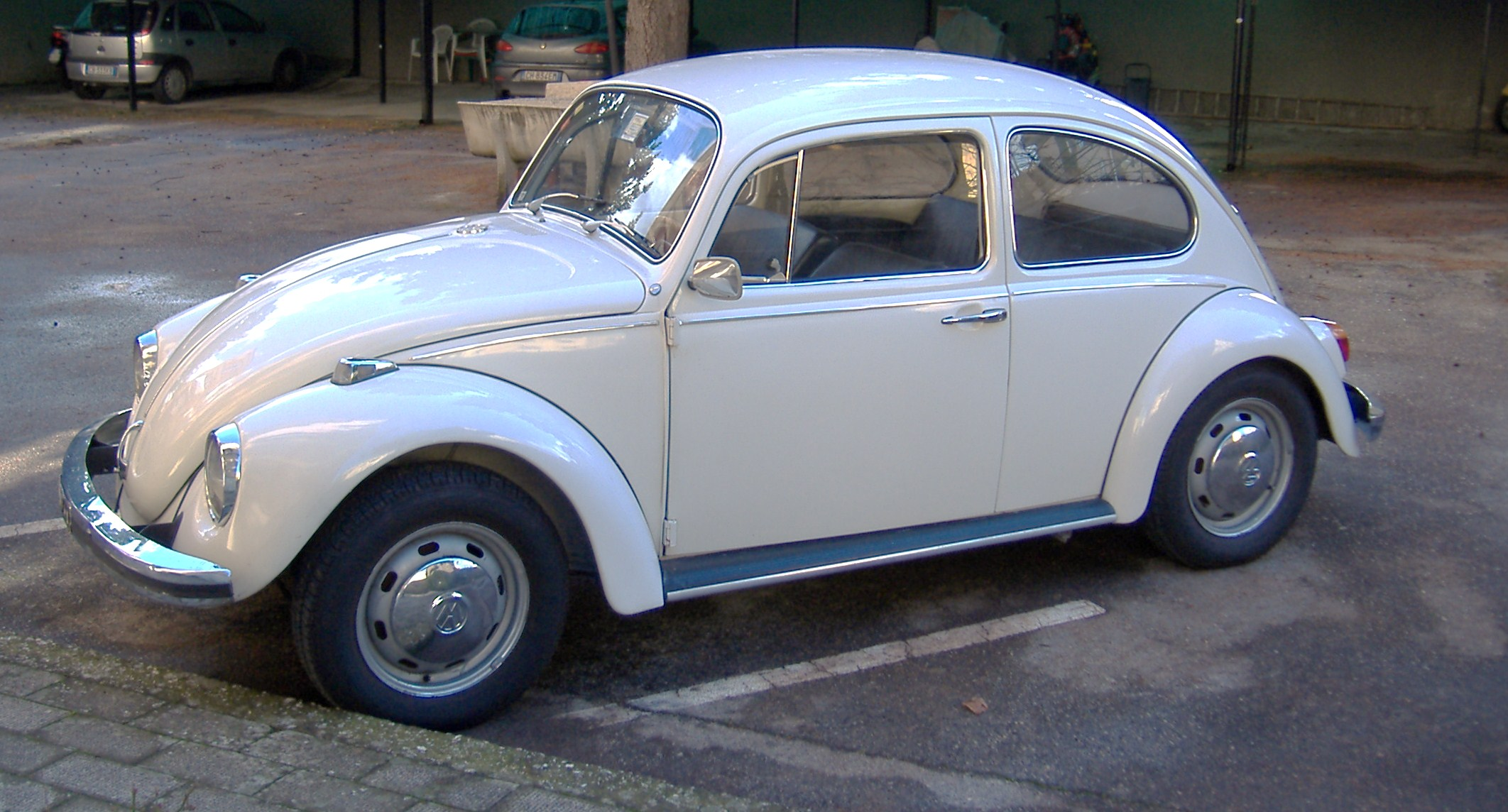
Samostatné blatníky vozu VW
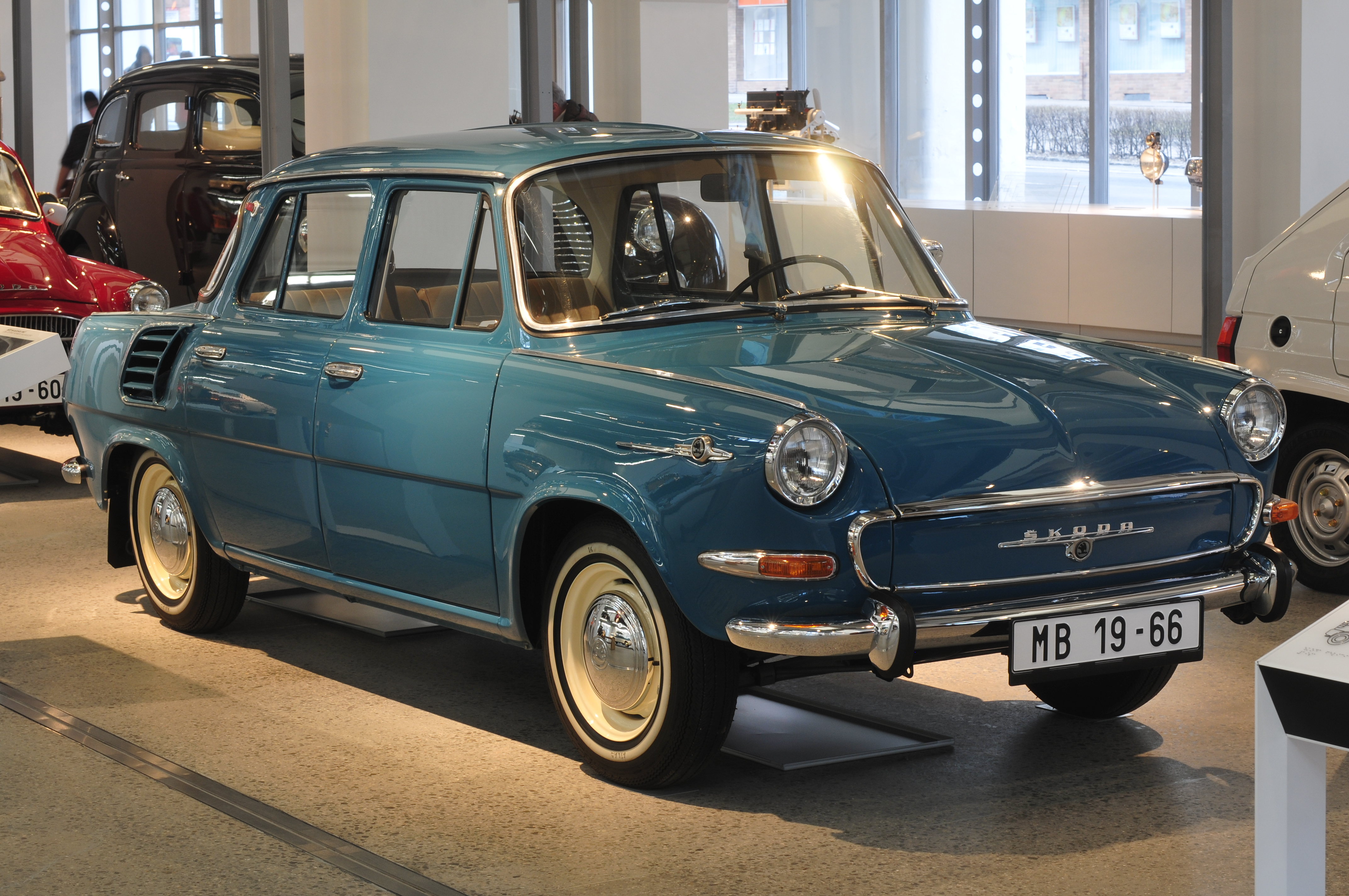
Integrované blatníky vozu Škoda 1000 MB